# Holtbunge
Holtbunge (dansk) eller Holzbunge (tysk) er en landsby og kommune i det nordlige Tyskland, beliggende i Amt Hüttener Berge i den østlige del af Kreis Rendsborg-Egernførde. Kreis Rendsborg-Egernførde ligger i den centrale del af delstaten Slesvig-Holsten.

## Geografi
Landsbyen er beliggende ved sydøstbredden af Bistensee, omkring 7 km nordøst for Rendsborg og vest for Vittensø ved Bundesstraße 203, midtvejs mellem Egernførde og Rendsborg i udkanten af Hyttenbjergene i det sydlige Sydslesvig. Mod vest løber A7/E45 fra Rendsborg mod Slesvig. Nærmeste motorvejsfrakørsel er Büdelsdorf/Eckernförde.